# 骨窟寺

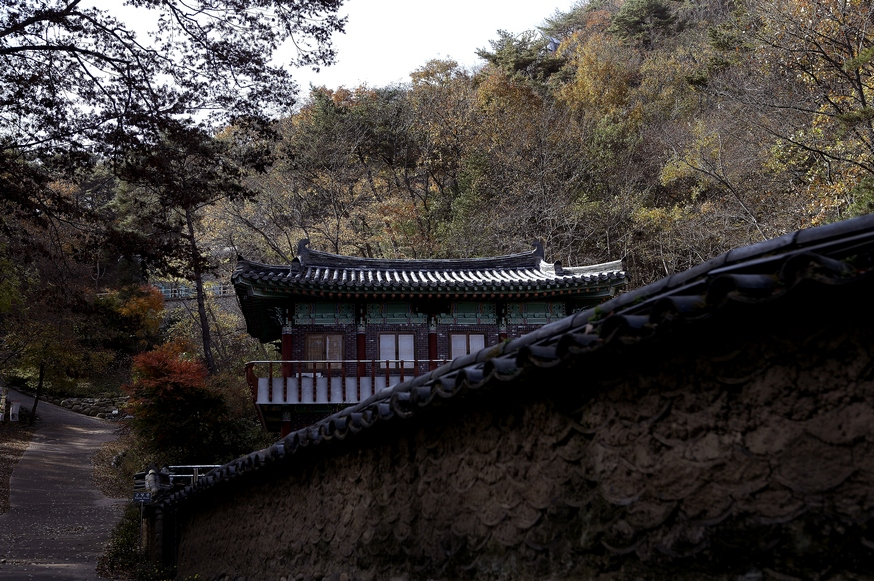
骨窟寺

骨窟寺（韓語：골굴사）是位于韓国庆尚北道的一座佛寺，韓国一般称骨窟寺为韓国的少林寺，初建於1500年前的佛教國家新羅首都金城（今慶州市）以東20公里。

## 参照
- 少林拳
- 禅武道（朝鲜语：선무도）